# Gaukler Rock Band
Die Gaukler Rock Band war eine 1979 in der DDR gegründete Rockband.

## Geschichte
Die Gaukler Rock Band hat mit ihrem für damalige Verhältnisse modernen, am New Wave orientierten Musikstil Einfluss auf die weitere Entwicklung der Rockmusik in der DDR genommen. Insbesondere Pankow – eine der wichtigsten Rockbands der DDR, zu der André Herzberg 1981 als Sänger wechselte – griff Musikstil und Konzeption der Gaukler Rock Band auf. Das für die Gaukler geplante Stück Hans Currywurst mit Texten von Frauke Klauke, dem Bruder Herzbergs, wurde in modifizierter Form von Pankow 1982 unter dem Titel Paule Panke in Szene gesetzt.
Weitere bekannte Gaukler-Stücke, die von Pankow gespielt wurden, sind Ich komm nicht hoch und Rockermädchen, letzteres als Inge Pawelczik.
Nach dem Weggang von Herzberg gründete sich unter Leitung von Joachim Kielpinski 1981 die Gaukler Rock Bühne, die mit einer Synthese aus Rockmusik, Schauspiel, Puppenspiel, Tanz, Kabarett und Pantomime neue künstlerische Formen suchte. So entstanden unter anderem die Stücke Panoptikum und Harry Hasenleder.
Bekannter Texter für die Gaukler Rock Band und die Gaukler Rock Bühne war unter anderem Werner Karma.

## Diskografie

### Sampler
- 1981: Kleeblatt Nr. 1/81 (Amiga)

Weg des Gauklers; Ich komm nicht hoch; Bootsfahrt